# Benjamin Chaud
Benjamin Chaud (ur. 1975 w Briançon) – francuski ilustrator i autor książek dla dzieci.

## Książki autorskie
| L.p. | Tytuł polski                  | Tytuł oryginalny               | Tłumaczenie       | Rok pierwszego wydania we Francji | Rok pierwszego wydania w Polsce | Wydawnictwo              |
| ---- | ----------------------------- | ------------------------------ | ----------------- | --------------------------------- | ------------------------------- | ------------------------ |
| 1    | Misiowa piosenka              | Chanson d'ours                 | Jadwiga Jędryas   | 2011                              | 2013                            | Wydawnictwo Dwie Siostry |
| 2    | Żegnaj, Skarpetko!            | Adieu Chaussette               | Katarzyna Skalska | 2014                              | 2015                            | Wydawnictwo Zakamarki    |
| 3    | Feralne urodziny ze Skarpetką | Le pire anniversaire de ma vie | Katarzyna Skalska | 2016                              | 2017                            | Wydawnictwo Zakamarki    |

## Książki ilustrowane przez Benjamina Chauda
| L.p. | Tytuł polski                              | Tytuł oryginalny                           | Autor            | Tłumaczenie       | Rok pierwszego wydania | Rok pierwszego wydania w Polsce | Wydawnictwo, ISBN                             |
| ---- | ----------------------------------------- | ------------------------------------------ | ---------------- | ----------------- | ---------------------- | ------------------------------- | --------------------------------------------- |
| 1    | Binta tańczy                              | Binta dansar                               | Eva Susso        | Katarzyna Skalska | 2008                   | 2008                            | Wydawnictwo Zakamarki                         |
| 2    | Lalo gra na bębnie                        | Lalo trummar                               | Eva Susso        | Katarzyna Skalska | 2009                   | 2009                            | Wydawnictwo Zakamarki                         |
| 3    | Babo chce                                 | Babo pekar                                 | Eva Susso        | Katarzyna Skalska | 2010                   | 2010                            | Wydawnictwo Zakamarki                         |
| 4    | Pomelo ma się dobrze pod swoim dmuchawcem | Pomelo est bien sous son pissenlit         | Ramona Bădescu   | Katarzyna Skalska | 2002                   | 2012                            | Wydawnictwo Zakamarki                         |
| 5    | Pomelo jest zakochany                     | Pomelo est amoureux                        | Ramona Bădescu   | Katarzyna Skalska | 2003                   | 2012                            | Wydawnictwo Zakamarki                         |
| 6    | Pomelo śni                                | Pomelo rêve                                | Ramona Bădescu   | Katarzyna Skalska | 2004                   | 2013                            | Wydawnictwo Zakamarki                         |
| 7    | Pomelo się zastanawia                     | Pomelo se demande                          | Ramona Bădescu   | Katarzyna Skalska | 2006                   | 2014                            | Wydawnictwo Zakamarki                         |
| 8    | Pomelo wyrusza za mur ogrodu              | Pomelo s'en va de l'autre côté du jardin   | Ramona Bădescu   | Katarzyna Skalska | 2007                   | 2015                            | Wydawnictwo Zakamarki                         |
| 9    | Pomelo podróżuje                          | Pomelo voyage                              | Ramona Bădescu   | Katarzyna Skalska | 2009                   | 2016                            | Wydawnictwo Zakamarki                         |
| 10   | Pomelo rośnie                             | Pomelo grandit                             | Ramona Bădescu   | Katarzyna Skalska | 2010                   | 2018                            | Wydawnictwo Zakamarki                         |
| 11   | Pomelo i wielka przygoda                  | Pomelo et la grande aventure               | Ramona Bădescu   | Katarzyna Skalska | 2012                   | 2021                            | Wydawnictwo Zakamarki                         |
| 12   | Pomelo i niezwykły skarb                  | Pomelo et l’incroyable trésor              | Ramona Bădescu   | Katarzyna Skalska | 2015                   | 2024                            | Wydawnictwo Zakamarki, ISBN 978-83-7776-254-7 |
| 13   | Pomelo i przeciwieństwa                   | Pomelo est les contraires                  | Ramona Bădescu   | Katarzyna Skalska | 2011                   | 2013                            | Wydawnictwo Zakamarki                         |
| 14   | Pomelo i kolory                           | Pomelo et les couleurs                     | Ramona Bădescu   | Katarzyna Skalska | 2011                   | 2014                            | Wydawnictwo Zakamarki                         |
| 15   | Pomelo i kształty                         | Pomelo et les formes                       | Ramona Bădescu   | Katarzyna Skalska | 2013                   | 2015                            | Wydawnictwo Zakamarki                         |
| 16   | Yeti                                      | Snömannen                                  | Eva Susso        | Katarzyna Skalska | 2012                   | 2012                            | Wydawnictwo Zakamarki                         |
| 17   | Duch z butelki                            | Anden i flaskan                            | Eva Susso        | Katarzyna Skalska | 2015                   | 2015                            | Wydawnictwo Zakamarki                         |
| 18   | Wierzcie w Mikołaja!                      | Tro på tomten                              | Lotta Olsson     | Agnieszka Stróżyk | 2013                   | 2013                            | Wydawnictwo Zakamarki                         |
| 19   | Nie odrobiłem lekcji, bo...               |                                            | Davide Cali      |                   |                        | 2013                            | Wydawnictwo Dwie Siostry                      |
| 20   | Spóźniłem się do szkoły, bo...            |                                            | Davide Cali      |                   |                        | 2015                            | Wydawnictwo Dwie Siostry                      |
| 21   | Sto porad dla nieśmiałych                 | Tusen tips till en fegis                   | Eva Susso        | Marta Wallin      | 2013                   | 2018                            | Wydawnictwo Zakamarki                         |
| 22   | Sto porad dla kłamczuchów                 | Tusen tips till en bluffis                 | Eva Susso        | Marta Wallin      | 2014                   | 2019                            | Wydawnictwo Zakamarki                         |
| 23   | Gili, gili – słówka z ostatniej chwili    | Le petit Roro (mon tout tout premier dico) | Corinne Dreyfuss | Katarzyna Skalska | 2012                   | 2019                            | Wydawnictwo Zakamarki                         |
| 24   | Sto porad dla zakochanych                 | Tusen tips till en som är kär              | Eva Susso        | Marta Wallin      | 2016                   | 2021                            | Wydawnictwo Zakamarki                         |